# Skrzypnik
Skrzypnik (niem. Runzen) – wieś w Polsce, położona w województwie dolnośląskim, w powiecie oławskim, w gminie Domaniów.

## Podział administracyjny
W latach 1975–1998 miejscowość należała administracyjnie do województwa wrocławskiego.

## Nazwa
1 lipca 1947 nadano miejscowości polską nazwę Skrzypnik.

## Demografia
W 1933 r. w miejscowości mieszkały 443 osoby, a w 1939 r. – 418 osób. W 2009 r. mieszkały tu 362 osoby, a w 2011 r. – 367 osób.